# Großsteingrab Nørreskov 2
Das Großsteingrab Nørreskov 2 ist eine megalithische Grabanlage der jungsteinzeitlichen Nordgruppe der Trichterbecherkultur im Kirchspiel Værløse in der dänischen Kommune Furesø.

## Lage
Das Grab liegt östlich von Værløse im Norden des Waldgebiets Nørreskov, westlich des Frederiksborgvej. In der näheren Umgebung gibt bzw. gab es zahlreiche weitere megalithische Grabanlagen.

## Forschungsgeschichte
In den Jahren 1889 und 1938 führten Mitarbeiter des Dänischen Nationalmuseums Dokumentationen der Fundstelle durch.

## Beschreibung
Die Anlage besitzt eine nordnordost-südsüdwestlich orientierte rechteckige Hügelschüttung, über deren Maße leicht unterschiedliche Angaben vorliegen. Der Bericht von 1889 nennt eine Länge von 14 m, eine Breite von 8 m und eine Höhe von 1,8 m. Der Bericht von 1938 nennt eine Länge von 15 m und eine Breite von 7 m. Von der Umfassung sind neun Steine an der westlichen und sechs an der östlichen Langseite sowie drei an der südlichen Schmalseite erhalten.
7,5 m vom nordnordöstlichen Ende des Hügels entfernt befindet sich eine Grabkammer, die als Urdolmen anzusprechen ist. Sie ist nordnordwest-südsüdöstlich orientiert und hat einen rechteckigen Grundriss. Sie hat eine Länge von 1,3 m, eine Breite zwischen 1 m und 1,5 m und eine Höhe von 1 m. Die Kammer besteht aus einem Wandstein an den Langseiten, einem Abschlussstein an der nordnordwestlichen Schmalseite und einem Eingangsstein an der südsüdöstlichen Schmalseite. Auf den Wandsteinen ruht ein Deckstein.